# فروچیو مانزا
فروچیو مانزا (ایتالیایی: Ferruccio Manza؛ زادهٔ ۲۶ آوریل ۱۹۴۳) دوچرخه‌سوار اهل ایتالیا است.
وی در مسابقات کشوری و بین‌المللی در مجموع برندهٔ ۱ مدال طلا، ۱ مدال نقره شده‌است.